# Lurcy-le-Bourg
Lurcy-le-Bourg ist eine französische Gemeinde mit 274 Einwohnern (Stand 1. Januar 2022) im Département Nièvre in der Region Bourgogne-Franche-Comté (vor 2016 Bourgogne). Sie gehört zum Arrondissement Cosne-Cours-sur-Loire und zum Kanton La Charité-sur-Loire (bis 2015 Kanton Prémery). Die Bewohner werden Lurcyquois und Lurcyquoises genannt.

## Nachbargemeinden
Lurcy-le-Bourg liegt etwa 25 Kilometer nordöstlich von Nevers.
Nachbargemeinden von Lurcy-le-Bourg sind Oulon im Norden und Nordosten, Saint-Franchy im Osten und Südosten, Sainte-Marie im Südosten, Saint-Benin-des-Bois im Süden, Nolay im Südwesten sowie Prémery im Westen.

## Bevölkerungsentwicklung
| Jahr                       | 1962 | 1968 | 1975 | 1982 | 1990 | 1999 | 2006 | 2011 | 2016 |
| Einwohner                  | 455  | 461  | 383  | 347  | 334  | 323  | 305  | 309  | 294  |
| Quellen: Cassini und INSEE |      |      |      |      |      |      |      |      |      |

## Sehenswürdigkeiten
- Kirche Saint-Gervais-Saint-Protais, ehemalige Prioratskirche aus dem 12. Jahrhundert, im 16. Jahrhundert nach einem Brand während der Hugenottenkriege teilweise wieder aufgebaut, seit 2019 als Monument historique eingeschrieben
- Schloss Le Marais im 15. bis 19. Jahrhundert errichtet, Ziergarten aus dem 18. Jahrhundert
- Festes Haus aus dem 14. Jahrhundert, genannt Logis du Prieur, seit 1989 als Monument historique eingeschrieben

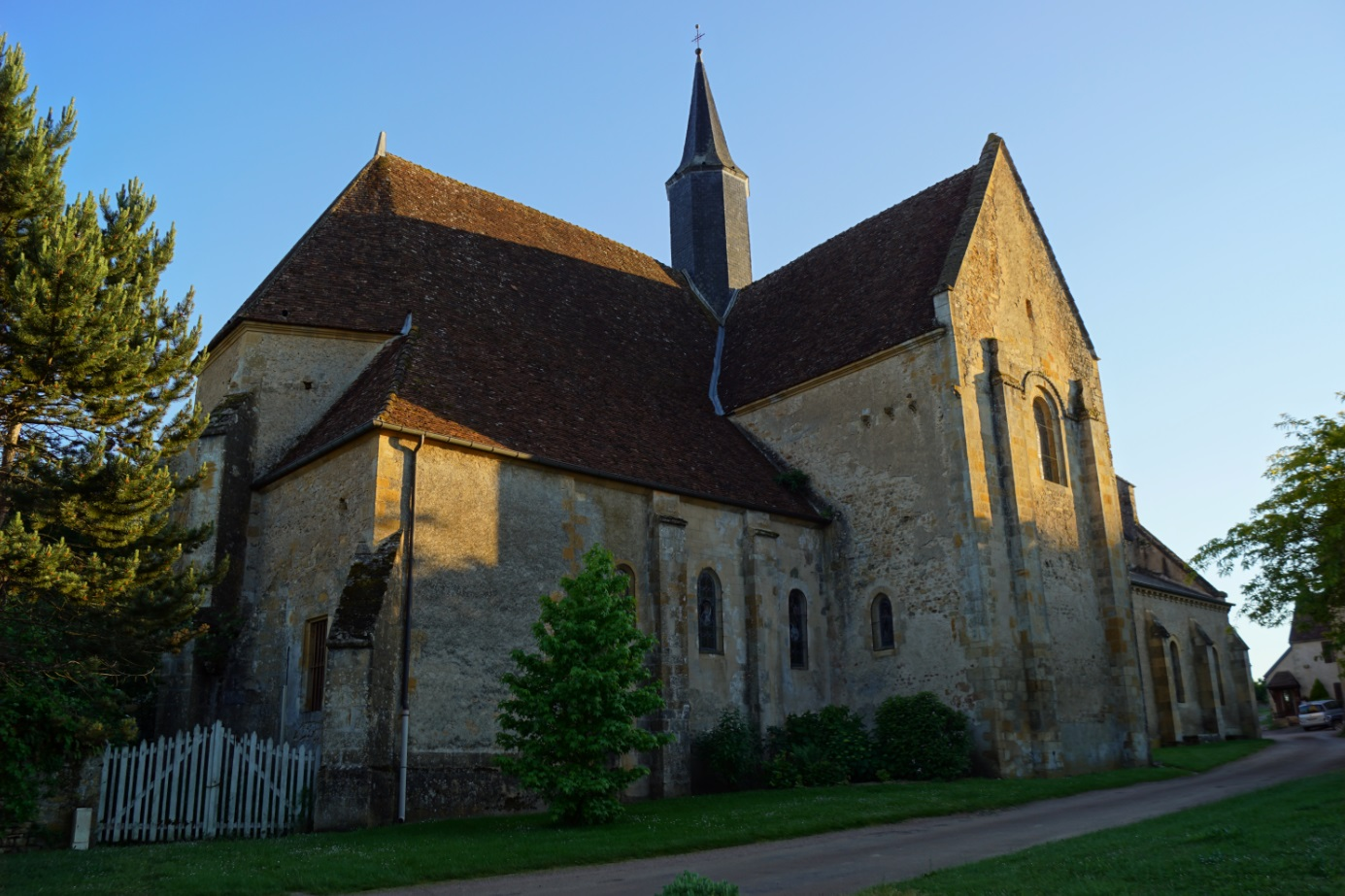
Kirche Saint-Gervais-Saint-Protais
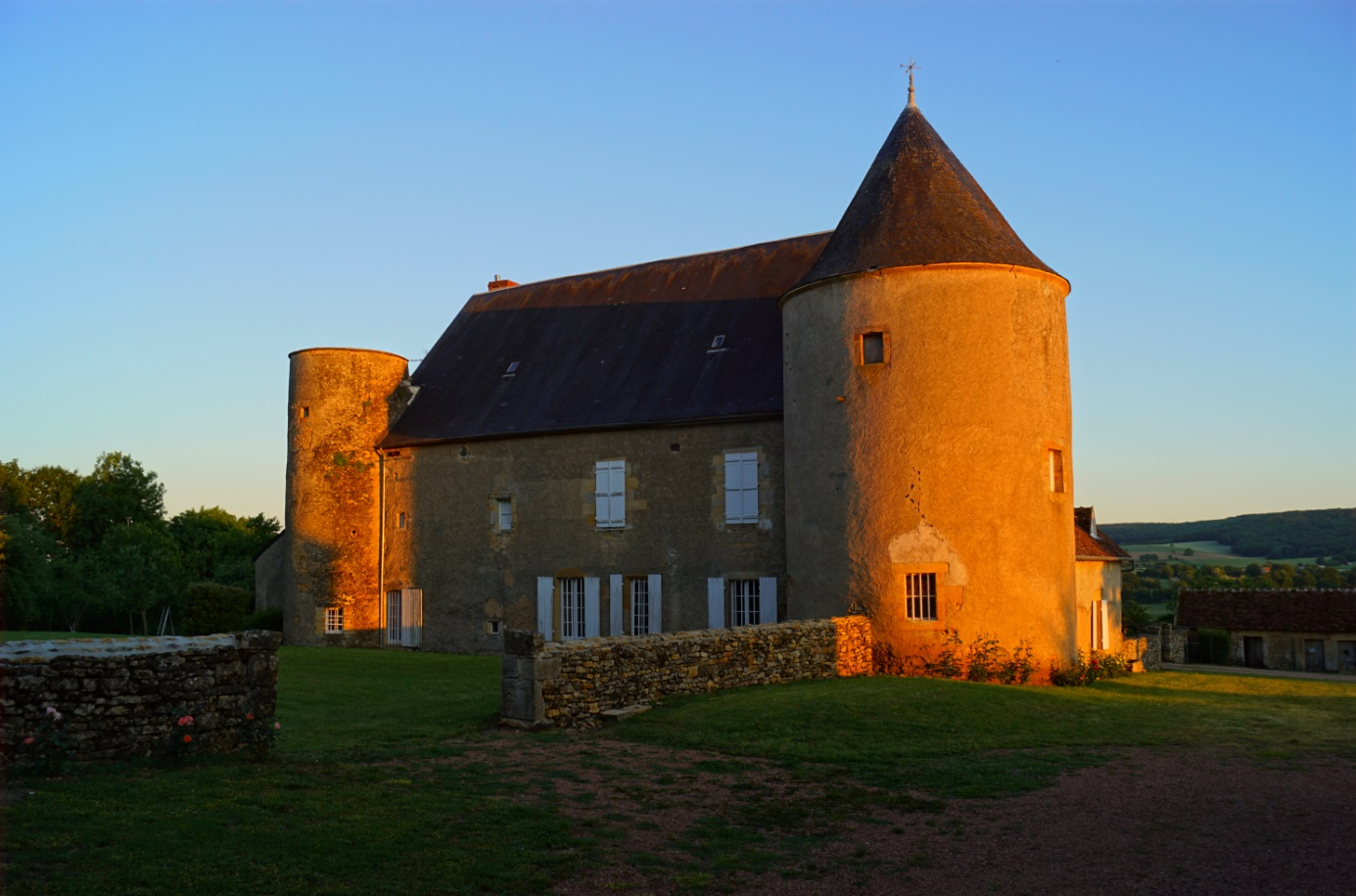
Schloss Le Marais
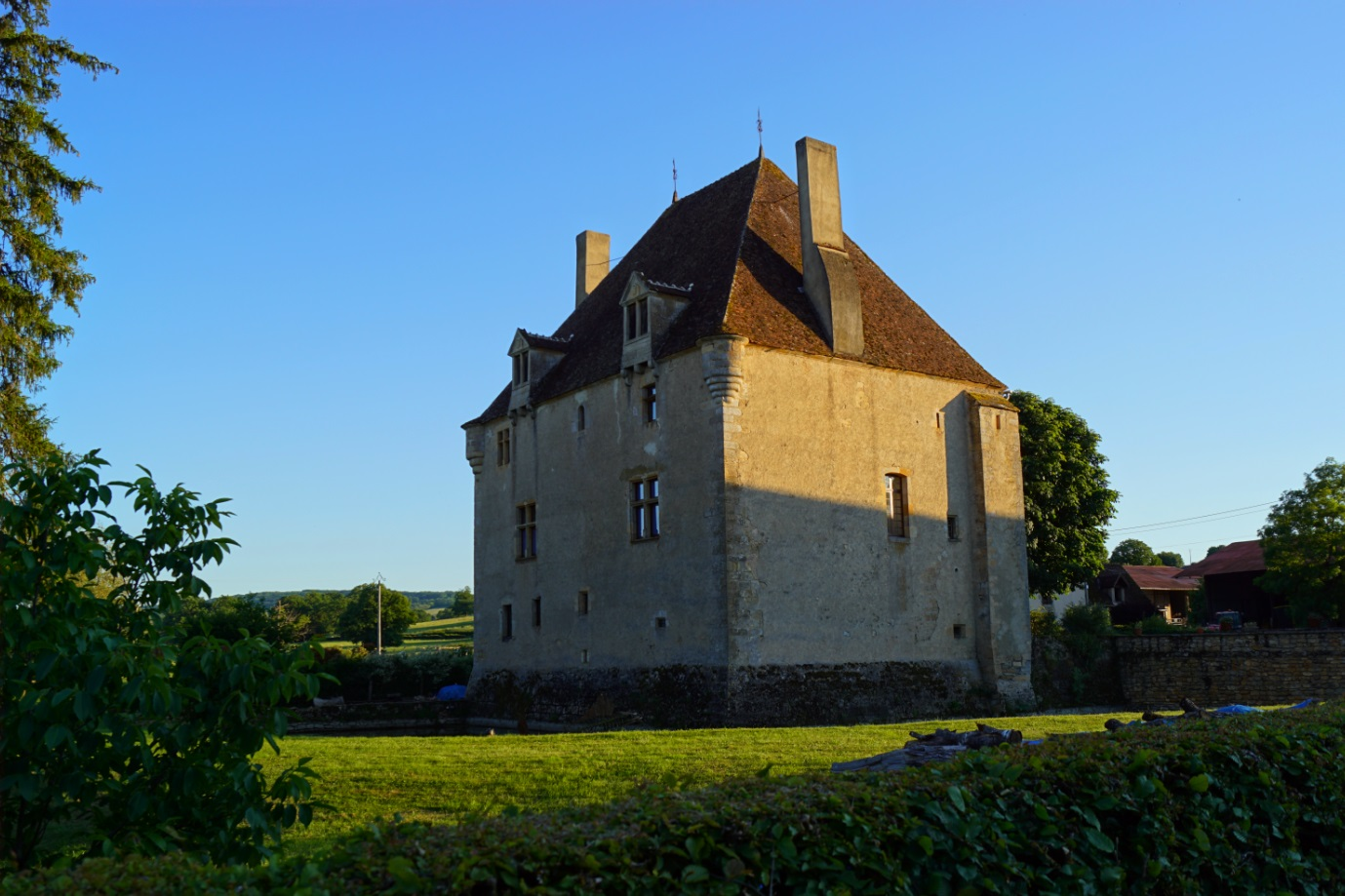
Festes Haus